# Donalsonville
Donalsonville – miasto w Stanach Zjednoczonych, w stanie Georgia, siedziba administracyjna hrabstwa Seminole.